# استان بازگا
استان بازگا (به لاتین: Bazèga Province) یک ستان در بورکینافاسو است که در Centre-Sud Region واقع شده‌است.

## خصوصیات
استان بازگا ۳٬۹۶۳ کیلومترمربع مساحت و ۲۳۸٬۲۰۲ نفر جمعیت دارد.